# Rushlee Buchanan
Rushlee Buchanan (Hamilton, 20 de enero de 1988) es una deportista neozelandesa que compitió en ciclismo en las modalidades de pista, especialista en la prueba de persecución por equipos, y ruta.
Ganó tres medallas de bronce en el Campeonato Mundial de Ciclismo en Pista entre los años 2010 y 2019.
Participó en dos Juegos Olímpicos de Verano, en los años 2016 y 2021, ocupando el cuarto lugar en Río de Janeiro 2016, en la prueba de persecución por equipos.

## Medallero internacional
| Campeonato Mundial | Campeonato Mundial       | Campeonato Mundial | Campeonato Mundial      |
| Año                | Lugar                    | Medalla            | Competición             |
| ------------------ | ------------------------ | ------------------ | ----------------------- |
| 2010               | Ballerup (Dinamarca)     | Medalla de bronce  | Persecución por equipos |
| 2018               | Apeldoorn (Países Bajos) | Medalla de bronce  | Ómnium                  |
| 2019               | Pruszków (Polonia)       | Medalla de bronce  | Persecución por equipos |

1. ↑  Compitió en la ronda de clasificación.

## Palmarés
2010
- Campeonato de Nueva Zelanda en Ruta

2011
- 3.ª en el Campeonato de Nueva Zelanda en Ruta

2014
- Campeonato de Nueva Zelanda en Ruta

2016
- Campeonato de Nueva Zelanda Contrarreloj
- Campeonato de Nueva Zelanda en Ruta

2017
- 3.ª en el Campeonato de Nueva Zelanda Contrarreloj
- Campeonato de Nueva Zelanda en Ruta

2018
- 2.ª en el Campeonato de Nueva Zelanda Contrarreloj

2019
- 2.ª en el Campeonato de Nueva Zelanda Contrarreloj